# Lenox Hill (Fernsehserie)
Lenox Hill ist eine US-amerikanische Dokumentarfilm-Serie, die von Netflix produziert wurde.

## Handlung
Begleitet werden die beruflichen als auch privaten Herausforderungen von vier Ärzten des renommierten Krankenhauses Lenox Hill Hospital in der Upper East Side in Manhattan (New York City), namentlich die Gynäkologin Dr. Amanda Little-Richardson, die Ärztin in der Notaufnahme Dr. Mirtha Macri sowie die beiden Neurochirurgen Dr. John Boockvar und Dr. David Langer.

## Episodenliste
| Nr. | Deutscher Titel         | Originaltitel      |
| --- | ----------------------- | ------------------ |
| 1 | An die Schmerzgrenze    | Growth Hurts       |
| 2 | Die Schranke            | The Barrier        |
| 3 | Geburt                  | Birth              |
| 4 | Gemeinsam               | Together           |
| 5 | Das Unterbewusste       | Undercurrents      |
| 6 | Nacht der Toten         | Nights of the Dead |
| 7 | Schmerz                 | Pain               |
| 8 | Der Kreis schließt sich | Full Circle        |
| 9 | Pandemie                | Pandemic           |
| Am 10. Juni 2020 wurden die Folgen 1 bis 8 der Staffel gleichzeitig bei Netflix veröffentlicht. Am 24. Juni 2020 folgte eine Sonderfolge zur COVID-19-Pandemie. |                         |                    |